# Ercheu
Ercheu est une commune française située dans le département de la Somme, en région Hauts-de-France.

## Géographie

### Localisation

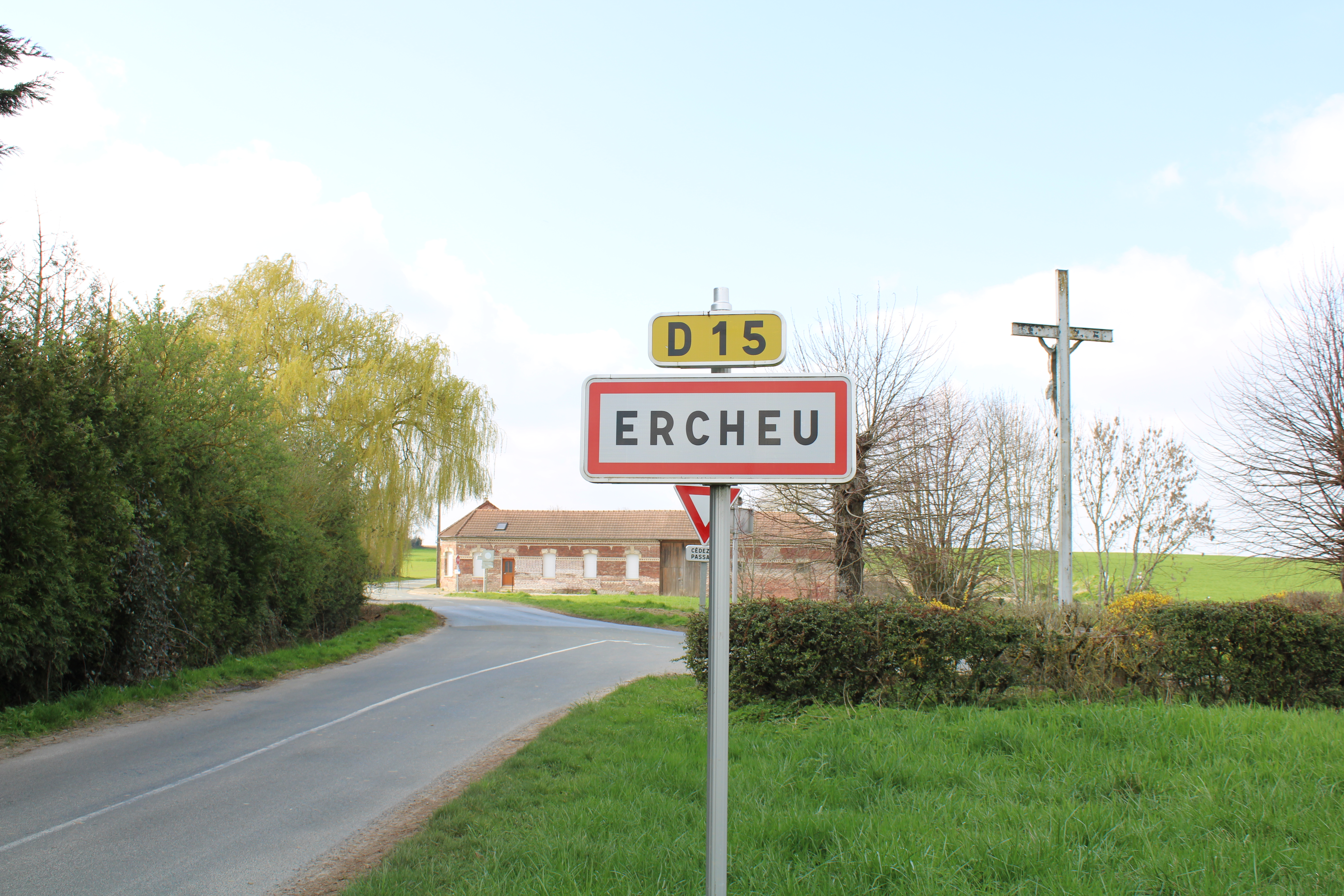
Entrée du village.

Ercheu est un gros village rural picard situé à 12 km à l'est de Roye, 30 km au sud-ouest de Saint-Quentin et 15 km de Noyon. Situé dans la Somme, il est limitrophe du département de l'Oise.
Le sol de la commune appartient généralement aux formations de l'ère tertiaire. La plus grande partie est constituée par les couches argileuses ou limon. Il est formé d'alluvions dans la partie longeant l'agglomération et dans la vallée du Petit-Ingon.

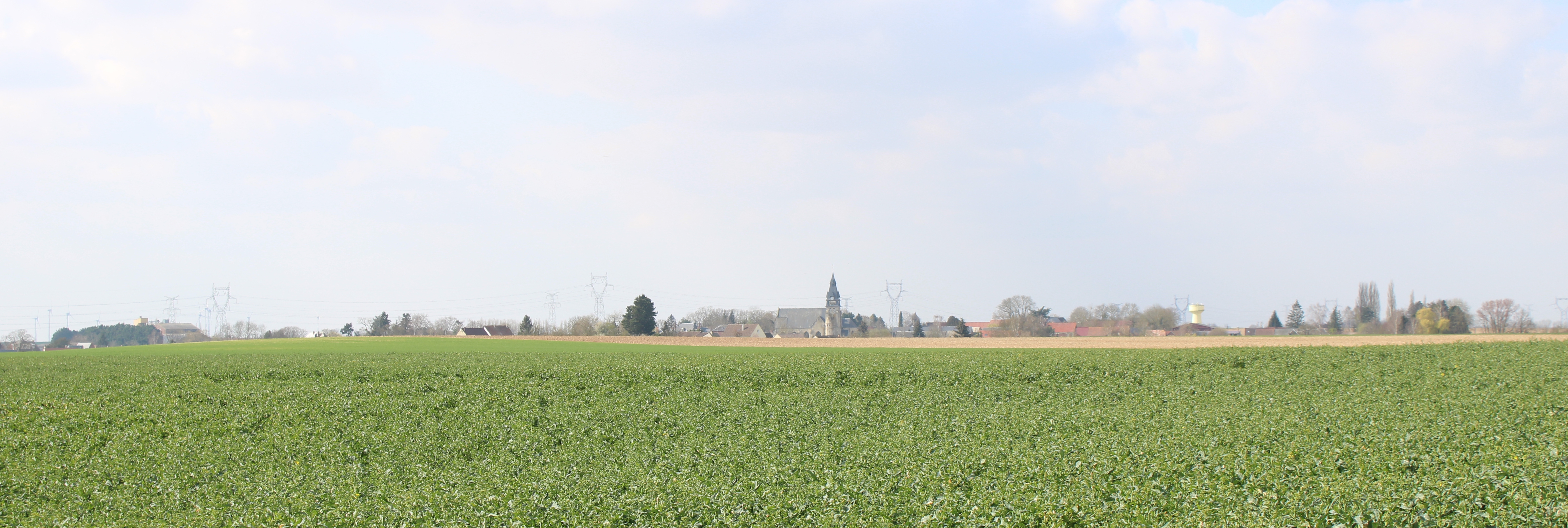
Panorama du village.

#### Communes limitrophes

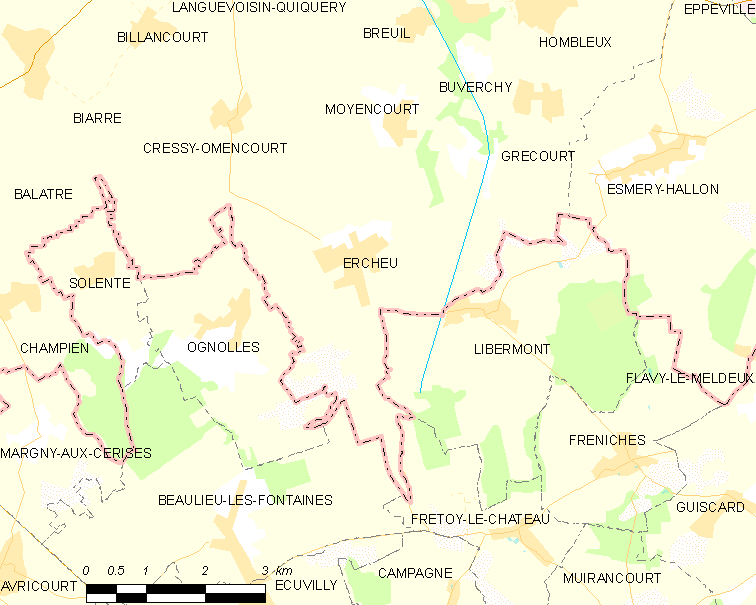

Le territoire d'Ercheu est borné par sept communes : au nord Moyencourt, au nord-ouest Cressy-Omencourt, à l'ouest Solente et Ognolles, au sud Beaulieu-les-Fontaines (ces trois communes étant situées dans le département de l'Oise), au sud-est Libermont et à l'est Esmery-Hallon.

### Hameaux et écarts
Ercheu avait plusieurs hameaux : Bessancourt, Lannoy (couvent Notre-Dame cité au XIVe siècle), Ramecourt (avec château fort), Wailly-lès-Ercheu (disparu au XIXe siècle),.
Au niveau du canal du Nord, sur la route d'Esmery-Hallon, le hameau de Lannoy   est rattaché à la commune.

### Hydrographie

#### Réseau hydrographique
La commune est située dans le bassin Artois-Picardie. Elle est drainée par le canal du Nord, le ru de l'hôpital et le ruisseau la La rivière Bleue,.

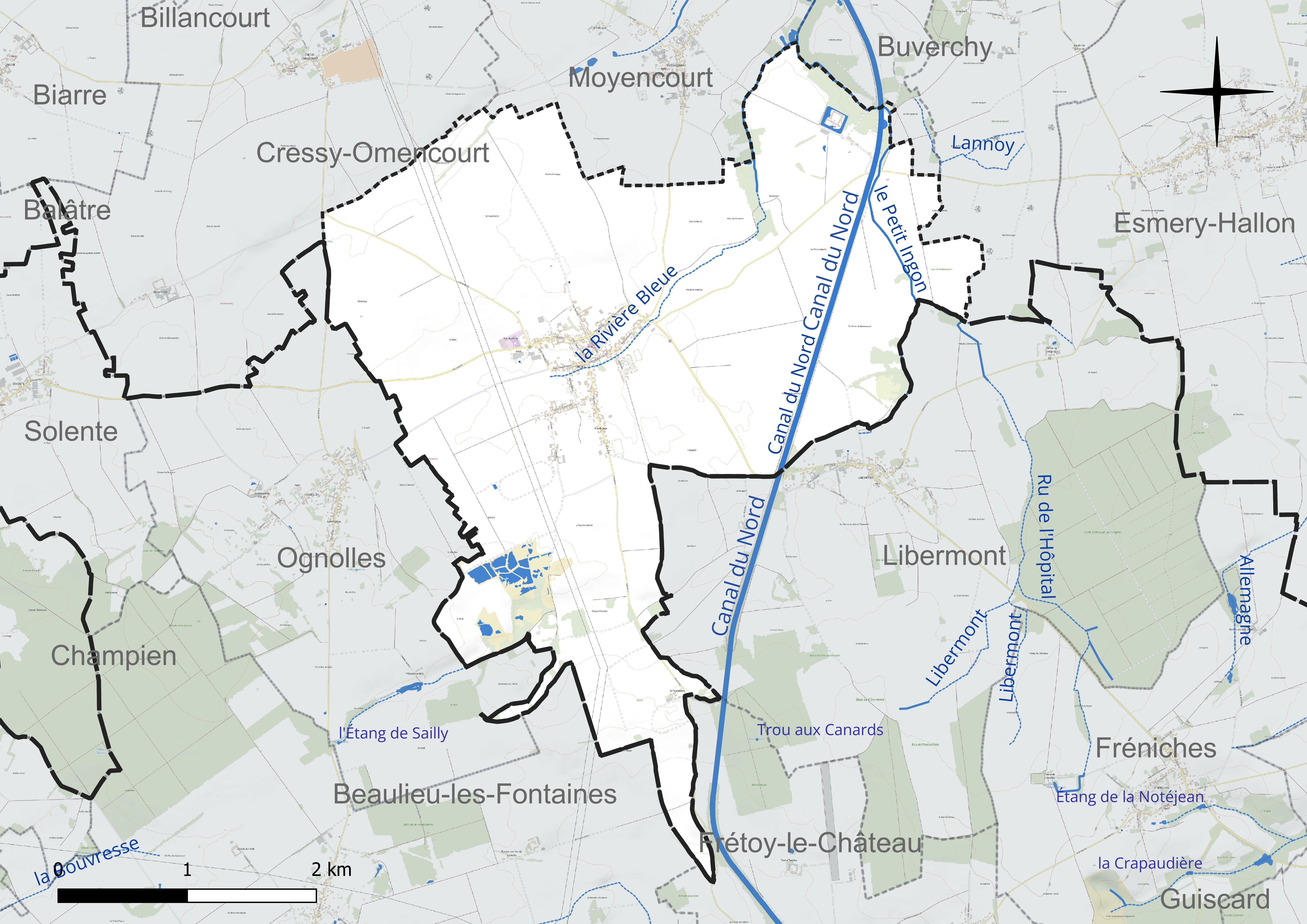
Réseau hydrographique d'Ercheu.

#### Gestion et qualité des eaux
Le territoire communal est couvert par le schéma d'aménagement et de gestion des eaux (SAGE) « Haute Somme ». Ce document de planification concerne un territoire de 1 798 km2 de superficie, délimité par le bassin versant de la Haute Somme est constitué d'un réseau hydrographique complexe de cours d'eau, de marais, d'étangs et de canaux. Le périmètre a été arrêté le 21 avril 2006 et le SAGE proprement dit a été approuvé le 15 juin 2017. La structure porteuse de l'élaboration et de la mise en œuvre est le syndicat mixte d'aménagement hydraulique du bassin versant de la Somme (AMEVA).
La qualité des cours d'eau peut être consultée sur un site dédié géré par les agences de l'eau et l'Agence française pour la biodiversité.

### Climat
Pour des articles plus généraux, voir Climat des Hauts-de-France et Climat de la Somme.
En 2010, le climat de la commune est de type climat océanique dégradé des plaines du Centre et du Nord, selon une étude du CNRS s'appuyant sur une série de données couvrant la période 1971-2000. En 2020, Météo-France publie une typologie des climats de la France métropolitaine dans laquelle la commune est exposée à un climat océanique et est dans la région climatique Nord-est du bassin Parisien, caractérisée par un ensoleillement médiocre, une pluviométrie moyenne régulièrement répartie au cours de l'année et un hiver froid (3 °C).
Pour la période 1971-2000, la température annuelle moyenne est de 10,3 °C, avec une amplitude thermique annuelle de 14,6 °C. Le cumul annuel moyen de précipitations est de 696 mm, avec 11,2 jours de précipitations en janvier et 8,7 jours en juillet. Pour la période 1991-2020, la température moyenne annuelle observée sur la station météorologique la plus proche, située sur la commune de Rouvroy-en-Santerre à 18 km à vol d'oiseau, est de 10,8 °C et le cumul annuel moyen de précipitations est de 635,8 mm,. Pour l'avenir, les paramètres climatiques de la commune estimés pour 2050 selon différents scénarios d'émission de gaz à effet de serre sont consultables sur un site dédié publié par Météo-France en novembre 2022.

## Urbanisme

### Typologie
Au 1er janvier 2024, Ercheu est catégorisée bourg rural, selon la nouvelle grille communale de densité à sept niveaux définie par l'Insee en 2022.
Elle est située hors unité urbaine et hors attraction des villes,.

### Occupation des sols
L'occupation des sols de la commune, telle qu'elle ressort de la base de données européenne d'occupation biophysique des sols Corine Land Cover (CLC), est marquée par l'importance des territoires agricoles (92,1 % en 2018), en diminution par rapport à 1990 (93,9 %). La répartition détaillée en 2018 est la suivante : 
terres arables (83,9 %), zones urbanisées (6,4 %), zones agricoles hétérogènes (5,7 %), prairies (2,5 %), forêts (1,5 %). L'évolution de l'occupation des sols de la commune et de ses infrastructures peut être observée sur les différentes représentations cartographiques du territoire : la carte de Cassini (XVIIIe siècle), la carte d'état-major (1820-1866) et les cartes ou photos aériennes de l'IGN pour la période actuelle (1950 à aujourd'hui).

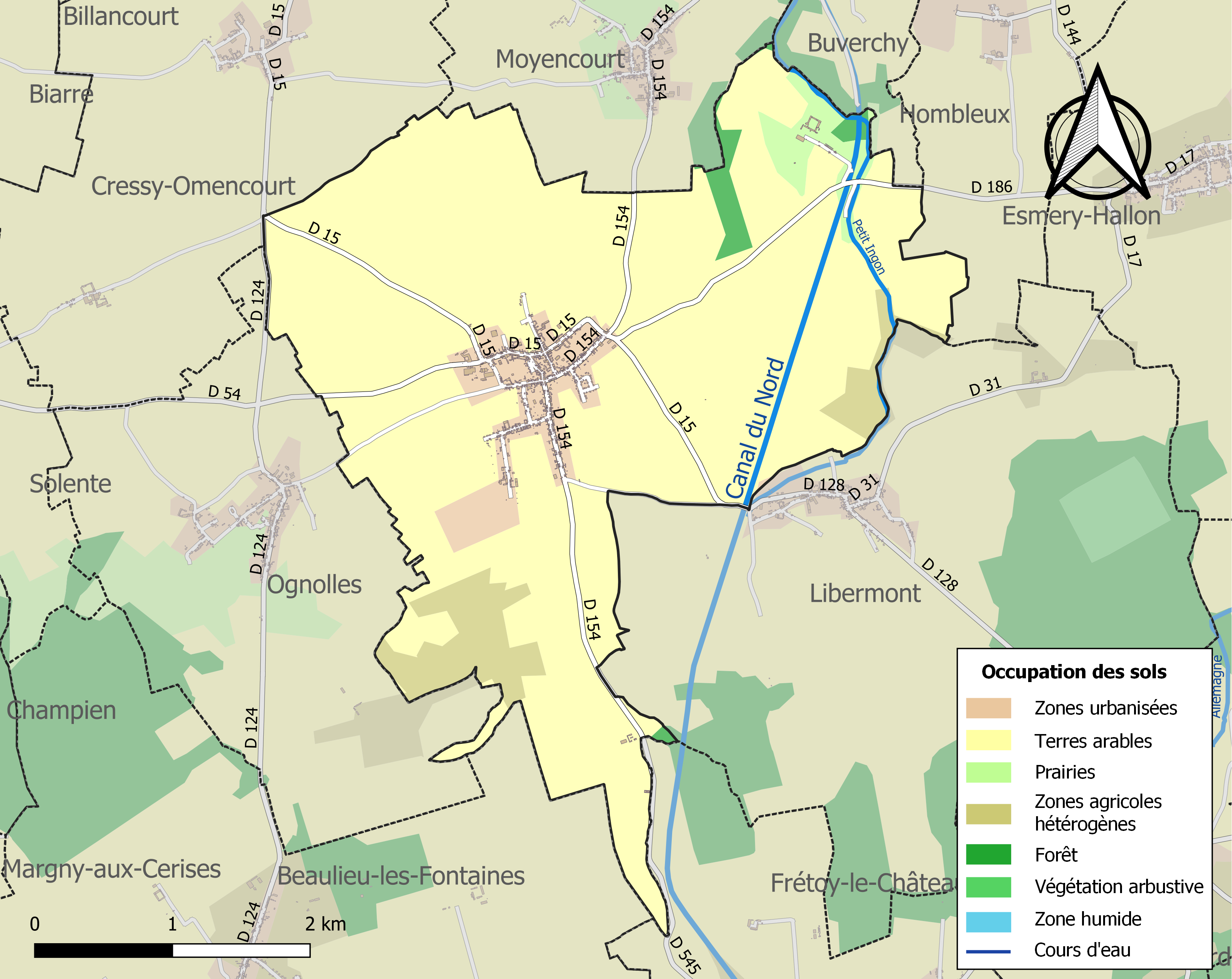
Carte des infrastructures et de l'occupation des sols de la commune en 2018 (CLC).

### Voies de communication et transports
Le village est aisément accessible depuis l'Autoroute A1.
La gare la plus proche est celle de Nesle desservie par des trains TER Hauts-de-France effectuant des missions entre les gares d'Amiens et de Laon.
La commune est desservie, en 2023, par la ligne 676 du réseau interurbain de l'Oise et par la ligne 753 du réseau Trans'80.

## Toponymie
Le nom de la localité est attesté sous les formes Arceium en 988 ; Archeium en 1048 ; Erceium en 1050 ; Erchive et Herchiu en 1170 ; Herciacus en 1191 ; Erchiu en 1234 ; Erchin en 1237 ; Herchieu en 1243 ; Erchieu en 1248 ; Erchieux en 1308 ; Erchevium ; Ercheux en 1538 ; Hercheu en 1579; Ercheu en 1633 ; Erchu en 1633 ; Archeu et Archeux en 1705 ; Erchue en 1738 ; Hercheux en 1753; Herchen en 1764 ; Ercheu après 1764.
Les habitants se nomment les Arcéens et les Arcéennes.

## Histoire

### Antiquité
Des silex taillés ainsi que d'autres objets ont été trouvés dans la commune, en particulier au lieudit La Capelle en 1864 et 1892 et vers Ramecourt et Lannoy. Ils sont déposés au musée de la mairie (visites lors des Journées du Patrimoine et sur demande au secrétariat de mairie).
De nombreuses pièces de monnaie ancienne ont été retrouvées.

### Moyen-Âge
La découverte d'un cimetière mérovingien et carolingien a provoqué des fouilles archéologiques au XIXe siècle, au bout de la « rue du Cimetière-Mérovingien ». Le site a été abandonné.
Dès 1120, une maladrerie existait à Ercheu.
Étienne, évêque de Noyon accorda en 1194 la charte d'affranchissement au village, qui fut confirmée par Philippe Auguste l'année suivante.
Durant la Guerre de Cent Ans, le village est détruit par les Anglais de Robert Knolles en 1370.
Ercheu possédait un château fort, encore cité au milieu du XVIIe siècle. Le château et son domaine appartinrent jusqu'à la fin du XVIIIe siècle aux évêques de Noyon.
En 1913, on notait que « l'église ayant été détruite par les Anglais, l'évêque Gilles de Lorris, par un acte du 28 avril 1372, donna dans l'ancien cimetière un terrain pour la réédifier. Mais les guerres retardèrent la construction, qui date pour la plus grande partie du xve siècle et ne fut même complètement achevée que dans les premières années du XVIe siècle. On a remarqué, non sans raison, que cet édifice ressemble, par plus d'un point, à Saint-Germain d'Amiens. Précédée d'un vaste préau planté d'une double rangée d'arbres, la façade présente un portail en cintre très surbaissé, encadré dans une grande voussure en plein cintre, que remplissent cinq élégantes niches, couronnées de dais ouvragés. Au-dessus estime grande rose inscrite dans un arc en tiers-point. Plus haut encore, sous une autre niche avec fronton en pyramide, on remarque un écusson aux armes de l'évêque de Noyon, Charles de Hangest (1501-1524) ».

### Temps modernes
Une école des filles  est construite à l'entrée du parvis de l'église en 1758 à l'initiative du curé Legrand et en 1851 une école des garçons
La commune, instituée lors de la Révolution française, absorbe celle de Wailly-les-Ercheux entre 1790 et 1794,.
En 1850 sont mentionnées une sucrerie et quatre moulins à vent. L'activité sucrière était importante au XIXe siècle à Ercheu, depuis qu'un arrêté préfectoral de 1812 avait prescrit la culture de 3 hectares de betteraves dans la commune. En 1847, une fabrique de sucre au hameau de Lannoy appartient à Félix Leclercq de Lannoy et est remplacée ultérieurement par une distillerie agricole de betteraves. La distillerie des sieurs Lenoir, Doit et Penier est, elle, construite en 1853, équipée de machines à vapeur en 1864 et est convertie en fabrique de sucre en devenant  la propriété de messieurs Cranney et Lalane, qui est reprise en 1912 par la Société sucrière agricole d'Ercheu, mais est détruite pendant la Première Guerre mondiale. Les ruines sont acquises par la Compagnie Nouvelle des Sucreries Réunies qui décide de construire sur le même emplacement l'une de ses trois râperies principales (avec celle de Monchy-Lagache et de Montescourt), reliée à la sucrerie centrale d'Eppeville. Les nouvelles installations sont mises en service pour la saison 1922 et traitent 400 tonnes journalières de betteraves, produisant 2 400 hl de jus sucré qu'elle envoie par canalisations souterraines jusqu'à l'usine d'Eppeville. Elle cesse son activité en 1964.
En 1869 est créé le bureau de poste de la commune, qui est reliée au réseau téléphonique en 1905-1910. La poste est devenue depuis une agence postale communale.
Ercheu a été desservi de 1890 à 1849 par la ligne d'Albert à Noyon via Offoy et Bussy à voie métrique des chemins de fer départementaux de la Somme, un réseau de chemin de fer secondaire.
Première Guerre mondiale
Ercheu a été occupé par l'armée allemande, qui y avait stocké des objets précieux spoliés dans les villages des alentours,.
Le village est considéré comme très largement détruit à la fin de la guerre et a  été décoré de la Croix de guerre 1914-1918, le 3 novembre 1920.

## Politique et administration

### Rattachements administratifs et électoraux
La commune se trouve dans l'arrondissement de Montdidier du département de la Somme. Pour l'élection des députés, elle fait partie de la deuxième circonscription de la Somme.
Elle fait partie depuis 1801 du canton de Roye. Dans le cadre du redécoupage cantonal de 2014 en France, ce canton, dont dépend toujours la commune, est modifié et s'étend de 33 à 62 communes.

### Intercommunalité
La commune est membre de la communauté de communes du Grand Roye, créée en 2012.

### Liste des maires
| Période                                  | Période                        | Identité                            | Étiquette | Qualité                                              |
| ---------------------------------------- | ------------------------------ | ----------------------------------- | --------- | ---------------------------------------------------- |
| Les données manquantes sont à compléter. |                                |                                     |           |                                                      |
| 1800                                     | 1817                           | Antoine Florent Le Clercq de Lannoy |           |                                                      |
| 1822                                     |                                | Charles Legrand                     |           |                                                      |
| 1828                                     |                                | Antoine Félix Leclercq de Lannoy    |           |                                                      |
| 1840                                     | 1844                           | Médard Gabriel Goguet               |           |                                                      |
| 1867                                     | 1870                           | Louis de la Pierre                  |           |                                                      |
| 1902                                     |                                | Alfred Bruno François               |           |                                                      |
| Les données manquantes sont à compléter. |                                |                                     |           |                                                      |
| 19                                       | 1963                           | Jacques Detournay                   |           |                                                      |
| 1964                                     | 1965                           | Raoult Topart                       |           |                                                      |
| 1965                                     | 1971                           | Yves Hernecq                        |           |                                                      |
| 1971                                     | 1983                           | Jean Martin                         | RPR       | Commercial                                           |
| 1983                                     | 1989                           | Michel Pointin                      |           | Agriculteur                                          |
| 1989                                     | mars 2008                      | Guy Rumpala                         | DVD       | Facteur retraité                                     |
| mars 2008                                | avril 2014                     | Éric Bertout                        |           | Agriculteur                                          |
| avril 2014                               | En cours (au 30 décembre 2020) | François Lamaire                    |           | Technicien irrigation Réélu pour le mandat 2020-2026 |

## Population et société

### Démographie
L'évolution du nombre d'habitants est connue à travers les recensements de la population effectués dans la commune depuis 1793. Pour les communes de moins de 10 000 habitants, une enquête de recensement portant sur toute la population est réalisée tous les cinq ans, les populations de référence des années intermédiaires étant quant à elles estimées par interpolation ou extrapolation. Pour la commune, le premier recensement exhaustif entrant dans le cadre du nouveau dispositif a été réalisé en 2007.

En 2022, la commune comptait 754 habitants, en évolution de −5,28 % par rapport à 2016 (Somme : −1,26 %, France hors Mayotte : +2,11 %).
| 1793  | 1800  | 1806  | 1821  | 1831  | 1836  | 1841  | 1846  | 1851  |
| ----- | ----- | ----- | ----- | ----- | ----- | ----- | ----- | ----- |
| 1 021 | 1 018 | 1 014 | 1 053 | 1 014 | 1 039 | 1 086 | 1 110 | 1 060 |

| 1856  | 1861  | 1866  | 1872  | 1876  | 1881  | 1886  | 1891  | 1896  |
| ----- | ----- | ----- | ----- | ----- | ----- | ----- | ----- | ----- |
| 1 032 | 1 091 | 1 067 | 1 020 | 1 039 | 1 073 | 1 019 | 1 088 | 1 096 |

| 1901  | 1906  | 1911  | 1921 | 1926 | 1931 | 1936 | 1946 | 1954 |
| ----- | ----- | ----- | ---- | ---- | ---- | ---- | ---- | ---- |
| 1 104 | 1 007 | 1 093 | 715  | 800  | 767  | 742  | 778  | 779  |

| 1962 | 1968 | 1975 | 1982 | 1990 | 1999 | 2006 | 2007 | 2012 |
| ---- | ---- | ---- | ---- | ---- | ---- | ---- | ---- | ---- |
| 720  | 576  | 601  | 648  | 709  | 704  | 780  | 790  | 813  |

| 2017 | 2022 | - | - | - | - | - | - | - |
| ---- | ---- | - | - | - | - | - | - | - |
| 785  | 754  | - | - | - | - | - | - | - |

### Enseignement et enfance

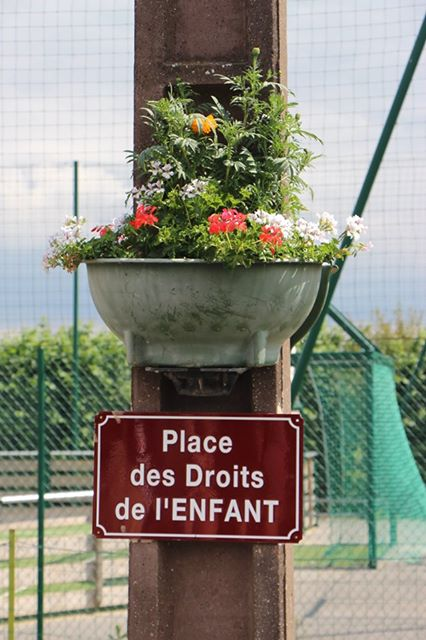
Place des droits de l'enfant, inaugurée le 14 juillet 2019.

Les enfants de la commune sont scolarisés au sein d'un regroupement pédagogique intercommunal qui regroupe Ercheu, Moyencourt et Cressy-Omencourt. Ercheu accueille l'école maternelle et deux classes élémentaires (CE1 - CE2, CM1 - CM2). Les locaux, 2 rue du Four Banal, ont été rénovés en 2019 ; ils comprennent une cantine scolaire.
Le centre périscolaire, construit en 2014, est situé près de la salle polyvalente de la commune. On y accède par la cour de l'école. Il comprend une salle d'activité et le dortoir des petits.
La commune dispose d'un centre de loisirs et d'un city stade ; ce dernier a été aménagé en 2015 sur une place dénommée en 2019 Place des Droits de l'enfant.

### Santé
Depuis le départ en retraite du médecin du village en 2017, les habitants doivent consulter leur généraliste à Nesle. La municipalité cherche à attirer un nouveau praticien et a aménagé des locaux adaptés dans l'ancienne boulangerie, où est déjà implanté un cabinet infirmier,.
Le village accueille un institut médico-éducatif (IME) et une maison de retraite, l'EHPAD la Rivière bleue, qui accueille 75 résidents en 2020,.

### Sécurité
La commune a installé en 2017 quatre caméras de vidéosurveillance afin de « sécuriser le centre du village, rassurer les habitants et apporter une aide supplémentaire à l'action des Voisins vigilants ».

### Commerces et services
L'ancienne boulangerie a été rachetée par la commune afin d'y aménager le bureau d'un médecin et celui d'une infirmière ; une superette a ouvert ses portes en juin 2020 sur environ 350 m2 (relais mondial colis retrait espèce-gaz- etc), ainsi que la relocalisation de l'agence postale,,.
Un distributeur de baguettes, et un autre de pommes de terre, équipent le village.
Dans le cadre de la réalisation du Canal Seine-Nord, Ercheu demande la réalisation d'une halte fluviale sur la commune, potentiellement équipée d'anneaux d'attache pour les bateaux de tourisme et autres, afin de favoriser son développement économique.

## Culture locale et patrimoine

### Lieux et monuments
- Église moderne Saint-Médard, toute en pierre blanche.

L'église Saint-Médard, auparavant appelée église Saint-Martial, a été construite au XVe siècle,,,,,. Elle a été éprouvée par les combats de la Première Guerre mondiale et a dû être reconstruite en 1926.
Sa façade néogothique et son portail de style roman constituent ses attraits extérieurs. À l'intérieur, se trouvent des vitraux de Jacques Grüber et de grandes orgues.
- Ancienne raperie de betteraves, route de Roye, reconstruite en 1922, à l'emplacement présumé d'une sucrerie mentionnée en 1850 et détruite pendant la Première Guerre mondiale. Elle a cessé son activité en 1964 pour devenir un entrepôt agricole. Elle était reliée par conduites souterraines à la sucrerie d'Eppeville[25].
- Chapelle dédiée à La Sainte-Famille, à Lannoy. 
Construite en 1923, elle offre au regard des symboles sculptés au-dessus de la porte d'entrée[60].

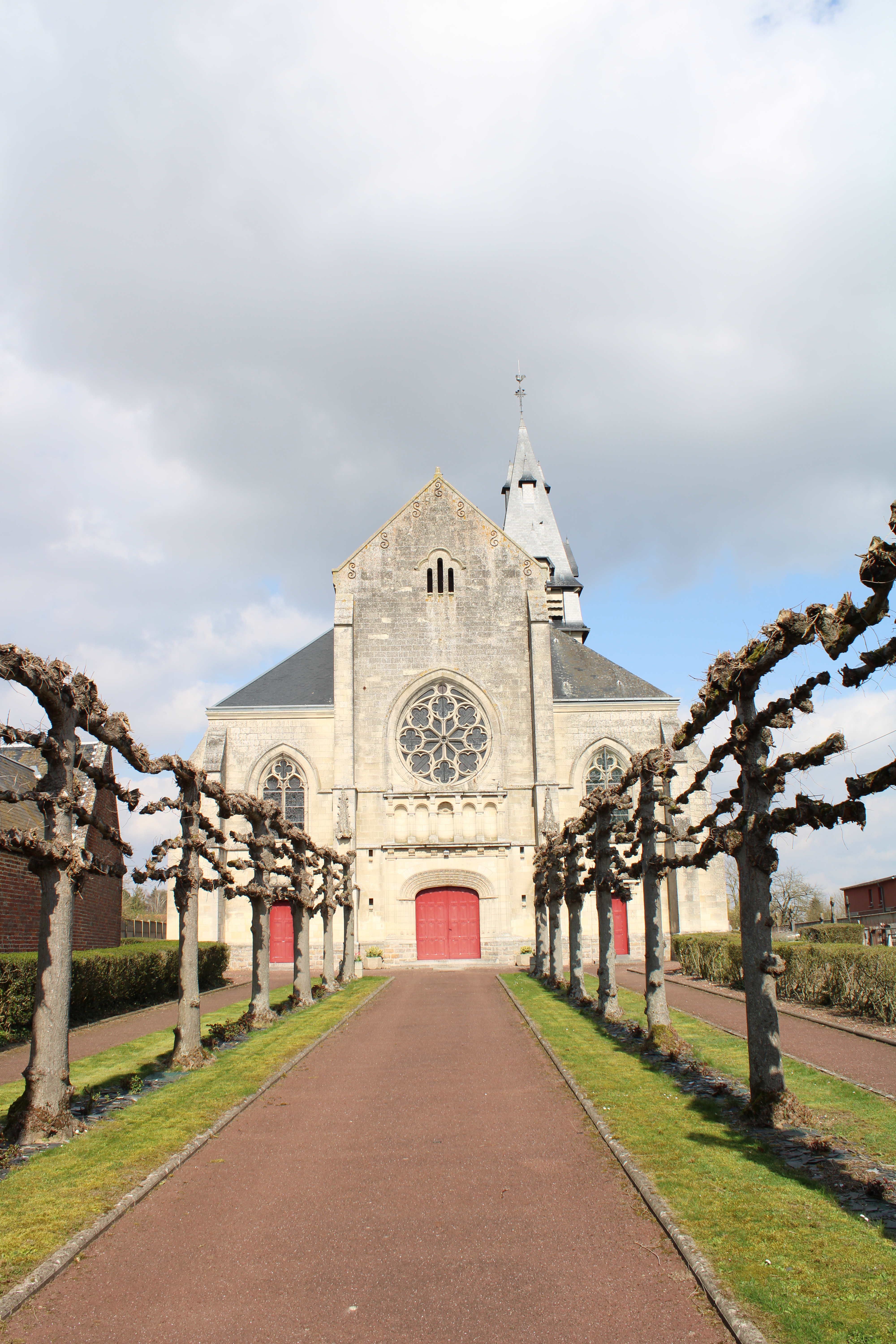
Allée de l'église.
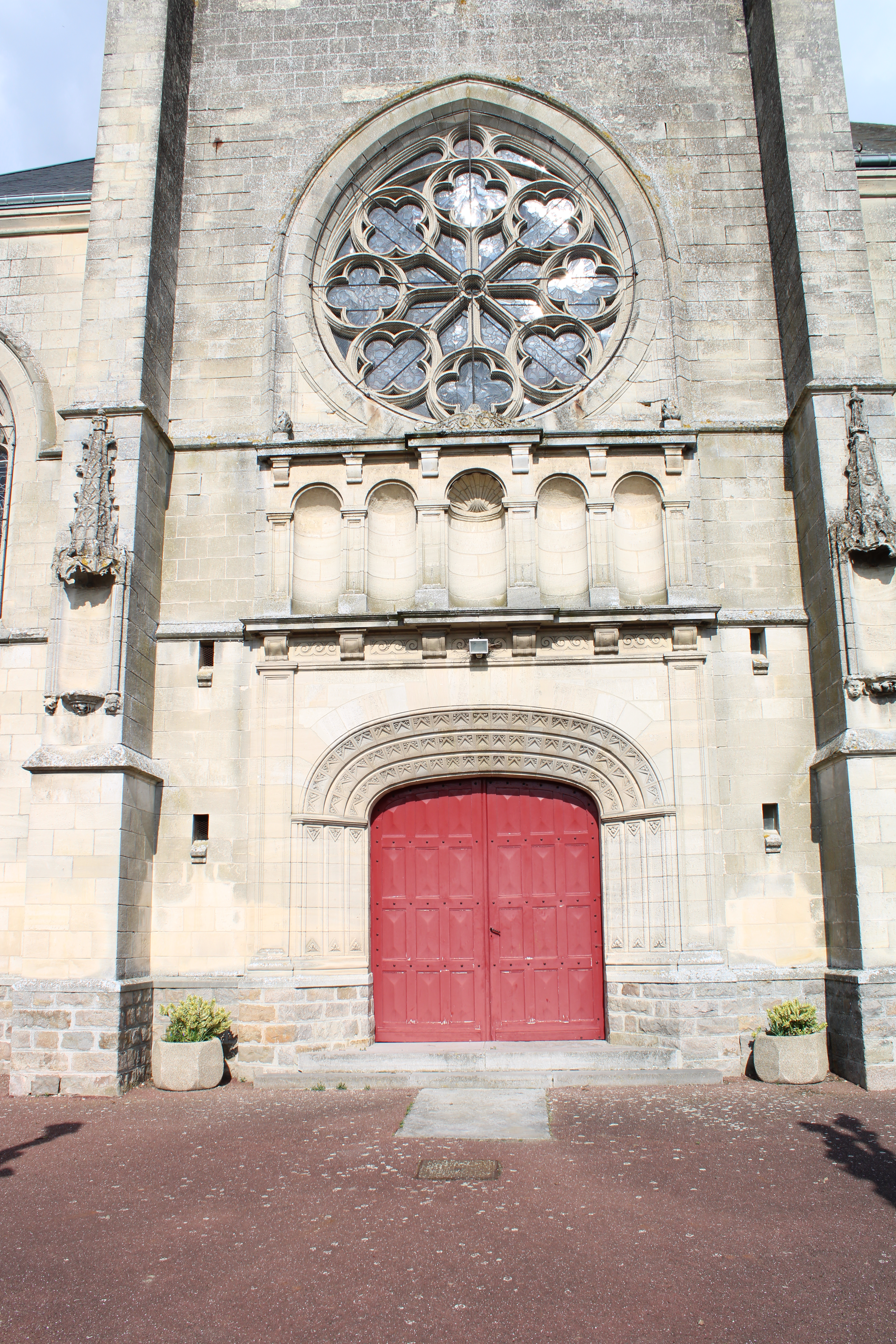
Façade de l'église.
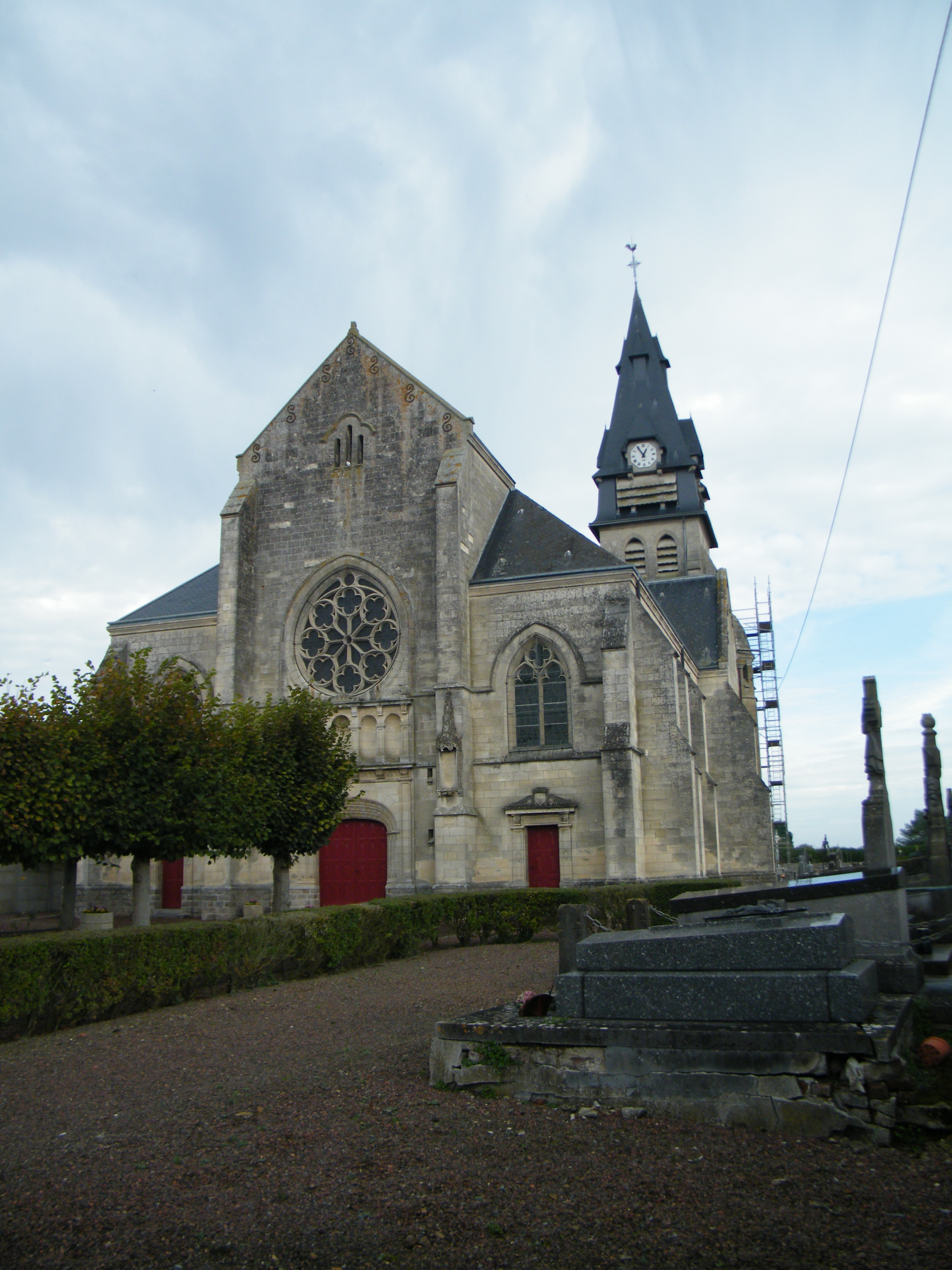
Saint-Médard.
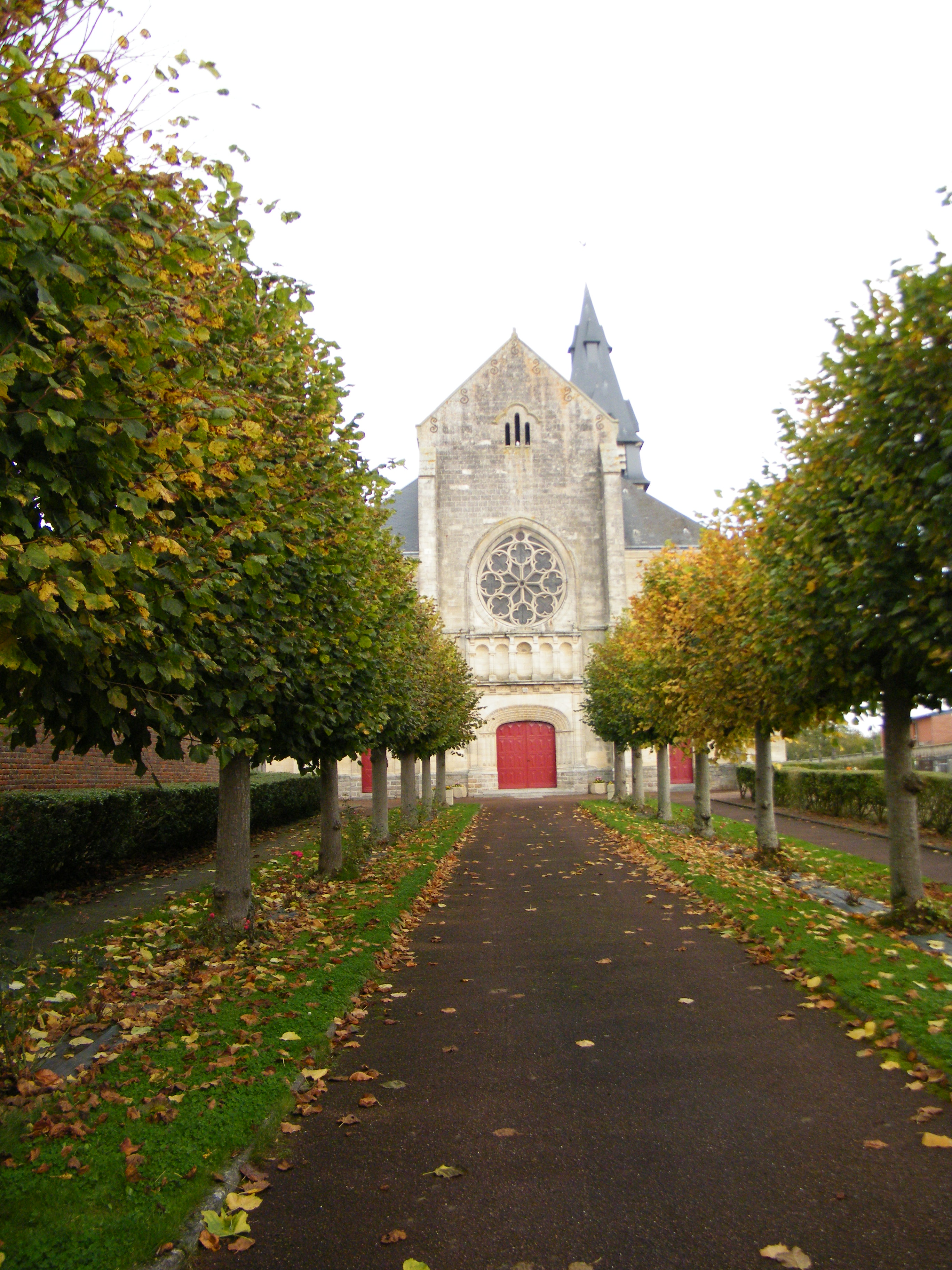
Autre vue de l'église.

### Personnalités liées à la commune
- Alexandre Lefèvre (1834-1914), homme politique, sénateur de la Seine de 1891 à 1914.

### Héraldique
| Blason de Ercheu | Blason  | D'azur chargé de deux herses d'or entrelacées en pal, celle en pointe, versée. |
| Blason de Ercheu | Détails | Le statut officiel du blason reste à déterminer.                               |

## Pour approfondir